# Смеловский, Тимофей Андреевич
Тимофе́й Андре́евич Смело́вский (1769, по другим данным 1 июля 1771 или 1772, родился в Малороссии — 21 октября 1815, Санкт-Петербург) — русский ботаник и врач, академик Санкт-Петербургской академии наук (с 1803), экстраординарный профессор по кафедре ботаники, химии и materia medica Санкт-Петербургской медико-хирургической академии (с 1803) и Академии наук.
Занимался изучением флоры Петербургской губернии, участвовал в исследовании задачи замены иноземных лекарственных растений отечественными, составил каталог растений Ботанического сада Санкт-Петербургской академии наук (1811).

## Жизненный путь
Родился в семье священника под Киевом. Первоначальное образование получил в Харьковской семинарии, где учился вместе с братом Иваном, в 1788 году приехал в Санкт-Петербург и поступил в Санкт-Петербургскую генеральную госпитальную школу.
В 1789 году был определён подлекарем в Санкт-Петербургский генеральный госпиталь; в 1790 году был назначен в Смоленский драгунский полк, а в 1793 году послан вновь в госпитальную школу доучиваться. В 1795 году блестяще окончил курс школы и был оставлен при госпитале для дальнейшего усовершенствования. В 1796 году по представлению профессора химии Медико-хирургического училища В. М. Севергина Смеловский был произведён в адъюнкты химии и ботаники. 15 января 1799 года Смеловский был произведён в штаб-лекари за представленную им «обсервацию».
В 1798 году Санкт-Петербургское медико-хирургическое училище было преобразовано в Медико-хирургическую академию. С утверждением штатов профессоров и адъюнктов во вновь открытой Академии в 1799 году Смеловский был назначен адъюнкт-профессором ботаники и химии; исполняя эту должность, он часто заменял Севергина. 27 мая 1802 года конференция Медико-хирургической академии предложила Смеловскому присутствовать в её заседаниях вместо Севергина. 11 ноября того же года на место умершего профессора К. И.-Х. Рингебройга был назначен Смеловский, который приобрёл в Академии репутацию неутомимого труженика и очень способного преподавателя; при этом он был избран экстраординарным профессором по кафедре ботаники, химии и materia medica. Ему было поручено читать, кроме медицины, химию за Севергина и ботанику за Г. Ф. Соболевского. Служебные обязанности Смеловского были очень велики и разнообразны; лишь в 1803 году в помощь ему был назначен лаборант по химии. В 1804 году Севергин по слабости здоровья окончательно отказался читать лекции химии в Академии, и этот курс преподавал Смеловский до конца 1804 года, когда на кафедру химии был назначен А. И. Шерер.
В 1806 году, после назначения И. П. Франка ректором Академии, были открыты первые клиники; потребовалась научно обустроенная аптека, и Смеловскому было поручено участвовать в её устройстве и в составлении списка медикаментов, необходимых для аптеки и для клиник. При новом преобразовании Академии в 1808 году он был назначен профессором фармации.
В августе 1809 года Смеловский был послан в Тверскую губернию для исследования открытых там минеральных вод; вернувшись, он представил научную работу об этих водах. В сентябре 1809 года, имея в виду особые его заслуги, конференция Академии поднесла ему степень доктора медицины и хирургии honoris causa.
В 1810 году Смеловский вместе с профессорами И. Ф. Бушем и С. Ф. Гаевским разрабатывал в заседаниях Медицинского совета вопрос «о замене иностранных лекарственных материалов российскими произведениями». В том же году он снова взял на себя чтение лекций по ботанике. В 1811 году составил каталог растений вверенного ему Ботанического сада.
13 октября 1814 года Смеловский был утверждён в звании академика.
Через год, 21 октября 1815 года, Смеловский на 46 году жизни скоропостижно скончался. Семьи и родственников у него не было, и его имущество перешло в собственность Академии. Ботанический сад был продан вследствие материальной невозможности его поддерживать из-за недостатка средств.
Большое значение для развития ботаники в России, в частности, для разработки ботанической терминологии, имели перевод Смеловским (1800) известного труда К. Линнея «Философия ботаники» и написанное им «Критическое рассмотрение Линнеевой системы по царству растений» (1808).

## Памяти Т. А. Смеловского
В 1831 году К. А. Мейер назвал в честь Т. А. Смеловского род растений Смеловския (Smelowskia C.A.Mey.) семейства Капустные (Brassicaceae).

## Научные труды
- Вред от растений, в тени находящихся // Учёные известия : Прибавл. к № 81 «Санкт-Петербургск. вед.». — СПб., 1802. — С. 51. — то же в: Прибавл. к «Технич. журн.» (изд. Акад. наук). — Ч. II, 1806. — С. 264.
- Краткое рассмотрение Линнеевой системы. — СПб., 1808.
- Описание целительного ключа Тверской губернии, Кашинского уезда, в дачах Олсуфьева с показанием особ исцелившихся. — М., 1808. — то же в: «Всеобщий журн. врачебной науки», 1803. — В. VI. — № 3.
- Наставление о собирании, приготовлении и сбережении нарывных или шпанских мух с показанием тех полуденных губерний, в коих оне преимущественно водятся // Прибавл. к «Технич. журн». — Ч. III. — изд. Акад. наук, 1810. — С. 1118.
- Жабрик, маслянистое растение // Тр. Вольно-эконом. общ.. — Т. 62. — С. 31.
- Систематическое исчисление растений, находящихся в саду Императорской Академии Наук. — СПб., 1811.
- Замечания академика T. Смеловского сделанные при проезде его из Санкт-Петербурга в Орловскую губернию для исследования травы, называемой Матрионкою // Всеобщий журн. врачебной науки. — 1816. — Вып. II. — С. 183.

Переводы:
- Линней. Философия ботаники / Пер. с лат. — СПб., 1800.
- Троммсдорф. Аптекарское искусство / Пер. с нем. — 1812.

## Комментарии
1. ↑  Так в то время назывались карантинные мероприятия.